# Tédjé
Tédjé è un comune rurale del Mali facente parte del circondario di Douentza, nella regione di Mopti.
Il comune è composto da 12 nuclei abitati:
- Andji
- Deguené Da
- Entaga
- Guéné-Doundé
- Obé
- Ogodiambia
- Ogoiré
- Panga-Nim
- Panga-Sol
- Saoura-Ambilé
- Saoura-Com
- Tongo-Tongo (centro principale)